# سوخوز

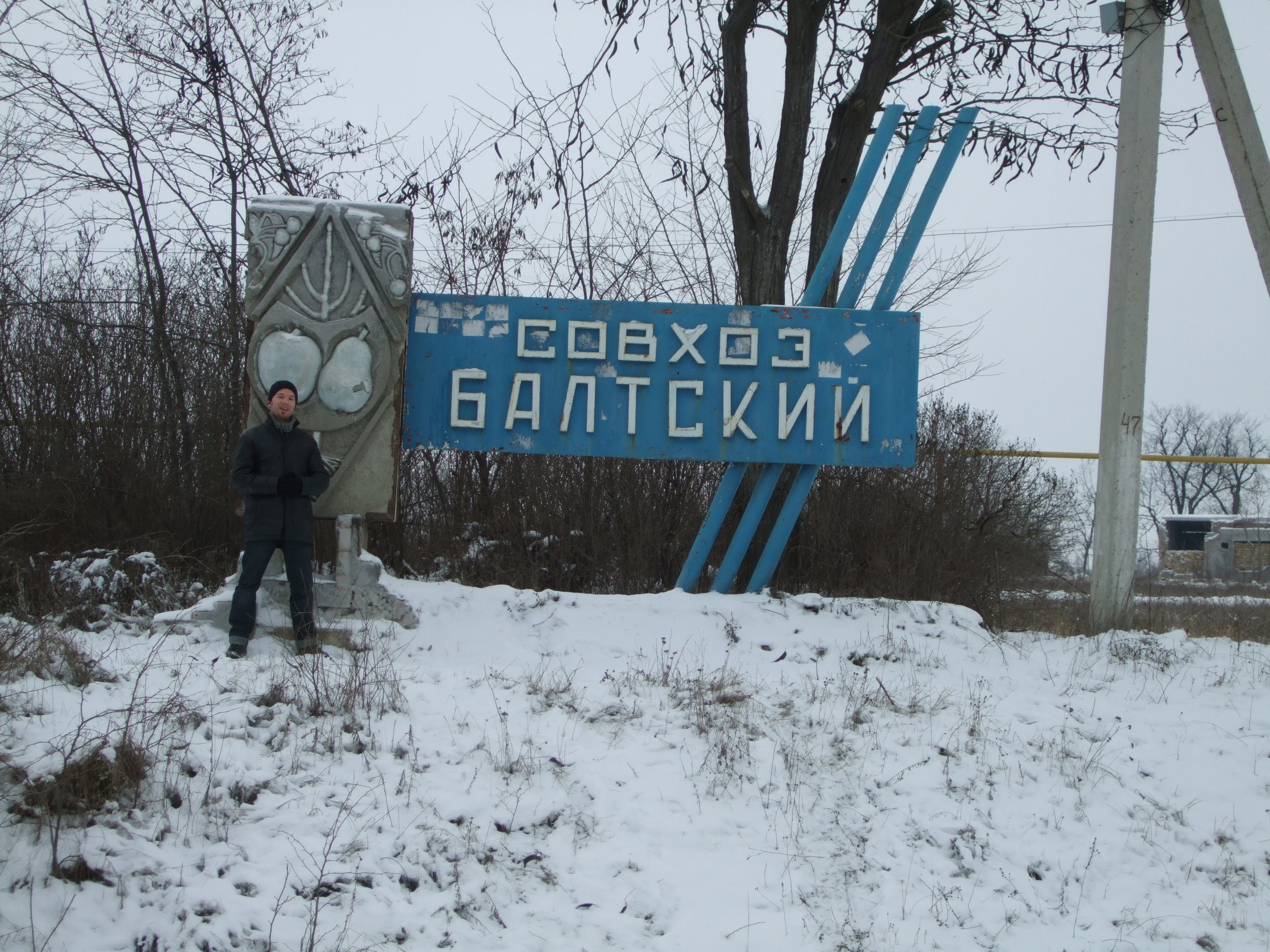
بقایای یک سوخوز در اوکراین

سُوخوز (به روسی: совхоз، تلفظ: sovkhoz) (ساخوز هم نوشته‌اند) یا مزرعه دولتی، گونه‌ای از روش‌های مزرعه‌داری در اتحاد جماهیر شوروی بود.
این واژه صورت درهم‌کشیده‌ای از عبارت советское хозяйство (سووتسکوئه خوزیایستوو) به معنی "خانه‌داری به سبک شوروی" است.
در سوخوزها به کارگران دستمزدی ثابت و مشخص می‌دادند در صورتیکه در مزرعه‌های اشتراکی (کلخوزها) سهمی از محصولات یا سود مزرعه به نسبت تعداد روزهای کاری به هر کارگر داده می‌شد.
در طی جریان اشتراکی‌سازی استالین بیشتر کشاورزان اجباراً بایست یا در سووخوز یا در کلخوز کار می‌کردند.